# Nebulosa del Velo

La nebulosa del Velo es una nube de gas caliente e ionizado. Es la parte visible del Bucle de Cygnus, también conocido como fuente de radio W78, o Sharpless 103. Es una nebulosa muy extensa y se suele dividir en tres grandes áreas: El velo Oriental: (Caldwell 34) que se halla cerca de la estrella 52 Cygni. El velo occidental (Caldwell 33), y el Triángulo de Pickering Wisp. Se trata del remanente de una supernova relativamente débil en la constelación del Cisne.
La supernova que le dio origen explotó hace entre 12000 y 20000 años, y los restos se han expandido desde entonces para cubrir un área de aproximadamente 3x3 grados, cerca de 6 veces el diámetro de la luna llena. La distancia a la nebulosa no se conoce con precisión, pero el Far Ultraviolet Spectroscopic Explorer (FUSE) estima la misma en unos 1470 años luz, aunque mediciones más directas realizadas mediante mediciones astrométricas parecen indicar una distancia mayor, de unos 735 ± 25 Parsec o 2397 años luz. Fue descubierta el 5 de septiembre de 1784 por William Herschel.
El telescopio espacial Hubble capturó imágenes de la nebulosa. El análisis de las emisiones de la nebulosa parece indicar la presencia de oxígeno, azufre e hidrógeno.
A mayor resolución, algunas partes de la imagen aparecen como filamentos. La explicación estándar es que las ondas de choque son tan delgadas, que el depósito de gases sólo es visible cuando se ve exactamente de canto, dando el depósito de la aparición de un filamento. Ondulaciones en la superficie de la estructura conducen a múltiples imágenes filamentosas, que parecen estar relacionados entre sí.
La nebulosa es conocida entre los astrónomos por ser difícil de ver visualmente, a pesar de tener una magnitud global de 7. Sin embargo, con un telescopio, utilizando un filtro OIII (un filtro de aislamiento de la longitud de onda de la luz de oxígeno doblemente ionizado), permitirá a un observador ver la nebulosa con claridad, ya que casi toda la luz de esta nebulosa es emitida en esta longitud de onda. Con un telescopio de 8 pulgadas (200 mm de diámetro) equipado con un filtro OIII, permite ver fácilmente el delicado encaje que se aprecia en las fotografías. Este objeto es uno de los mayores y más brillantes emisores de rayos X.
Los segmentos más brillantes de la nebulosa se enumeran en el Nuevo Catálogo General (NGC) con las designaciones de NGC 6960, 6979, 6992 y 6995. El segmento más fácil de encontrar es 6960, que corre a través de la estrella 52 Cygni. NGC 6979 (la parte central del complejo) es el Triángulo de Pickering. Éste segmento de la nebulosa fue descubierto fotográficamente por William Fleming, pero el crédito se le otorgó a su supervisor (Edward Pickering) por lo cual se le denominó de esa manera.